# Авіаційний завод

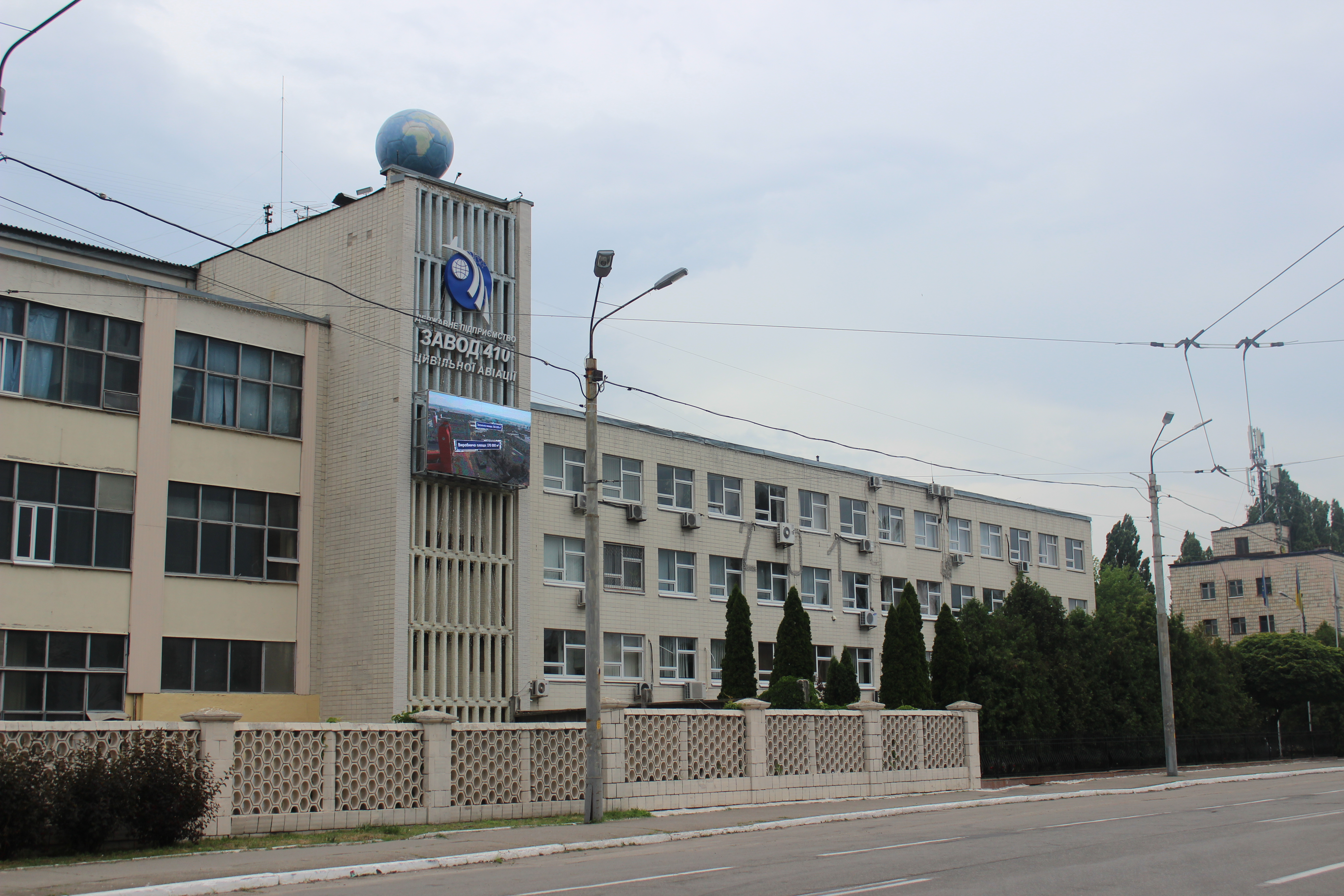
Авіаційний завод у Києві

Авіаційний завод (авіазавод) — підприємство авіаційної промисловості.
За родом діяльності поділяються на:
- Авіабудівний завод (розробка(інші мови), виробництво і випробування повітряних суден);
- Моторобудівний завод (розробка(інші мови), виробництво і випробування двигунів для повітряних суден);
- Авіаремонтний завод (ремонт повітряних суден).